# Harpactea abantia
Harpactea abantia là một loài nhện trong họ Dysderidae.
Loài này thuộc chi Harpactea. Harpactea abantia được Eugène Simon miêu tả năm 1884.